# Vincenzo Montalbano
Vincenzo Montalbano (Ribera, 11 febbraio 1969) è un allenatore di calcio ed ex calciatore italiano, di ruolo difensore.

## Biografia
Il 24 marzo 2009 il nome di Vincenzo Montalbano è inserito nella lista degli indagati, insieme a Salvatore Aronica e Franco Brienza, per l'inchiesta su presunte combine di partite del Palermo disposte dalla mafia. L'inchiesta che lo riguarda si riferisce al 2003 quando Montalbano vestiva la maglia dell'Ascoli.
Nel settembre dello stesso anno la Procura di Palermo ha archiviato l'indagine, anche perché il reato sarebbe caduto in prescrizione.
Ha vissuto a Palermo assieme alla moglie ed ai due figli.

## Carriera
Cresciuto nelle giovanili del Ribera, con il quale è esordito in prima squadra all'età di 17 anni, si è fatto le ossa nei campionati siciliani con Akragas (Interregionale) e Leonzio (Serie C2), prima di fare il grande salto prima in Serie B con il Modena e poi in Serie A con l'Udinese con cui esordisce nella massima serie il 29 agosto 1993 in Udinese-Parma (0-1).
Ha girato molte squadre alternando il ruolo di difensore centrale con quello di terzino destro. Nella sua lunga carriera agonistica ha giocato anche con il Verona (B), con la Reggina (B), con il Cosenza (dove ha vinto un campionato di C1 sotto la guida di Giuliano Sonzogni), con il Palermo (anche qui ha vinto un campionato di C1 ancora con Sonzogni allenatore, che tuttavia venne esonerato a due giornate dal termine), con l'Ascoli (B), con la Pistoiese (C1) e con il Gela dove ha vinto attraverso i play-off il campionato di C2 2004-2005.
Le ultime esperienze tra i professionisti sono state con la maglia del Pisa (in Serie C1) e con quella del Modica in Serie C2.
Nell'estate 2006 sostiene la preparazione precampionato con l'Equipe Sicilia, formazione che raccoglie i calciatori siciliani disoccupati, riuscendo ad ottenere un ingaggio con il Trapani (in Eccellenza) e diventandone il capitano.
Successivamente continua a militare nell'Eccellenza siciliana: dopo un passaggio ad Enna, dal dicembre del 2008 ritorna a Ribera, sua città natale, per vestire la maglia della locale squadra di calcio. Dopo la prima stagione, chiusa con la retrocessione in Promozione, gli viene consegnata anche la panchina, Montalbano va a ricoprire così il doppio ruolo di allenatore-giocatore del Ribera, conquistando la promozione in Eccellenza nella stagione 2009/2010 e i play-off nella successiva, al termine della quale lascia il Ribera.
Nel giugno 2011 trova l'accordo come allenatore-giocatore con l'Akragas-Città di Agrigento, dove rimane fino al novembre successivo, quando viene esonerato. 
A febbraio 2012 la società decide di richiamarlo alla guida della squadra agrigentina che porta alla finale degli spareggi nazionali per la Serie D, che viene mancata ed il rapporto interrotto.
Nell'ottobre 2012 viene chiamato a sostituire il dimissionario allenatore dell'Alcamo in Eccellenza.
Nell'agosto 2013 decide di fondare a Ribera una scuola calcio che porta il suo nome, dedicandosi a tempo pieno alla formazione giovanile.

## Statistiche

### Presenze e reti nei club
| Stagione         | Squadra          | Campionato       | Campionato      | Campionato | Coppe nazionali | Coppe nazionali | Coppe nazionali | Coppe continentali | Coppe continentali | Coppe continentali | Altre coppe | Altre coppe | Altre coppe | Totale | Totale |
| Stagione         | Squadra          | Comp             | Pres            | Reti       | Comp            | Pres            | Reti            | Comp               | Pres               | Reti               | Comp        | Pres        | Reti        | Pres   | Reti   |
| ---------------- | ---------------- | ---------------- | --------------- | ---------- | --------------- | --------------- | --------------- | ------------------ | ------------------ | ------------------ | ----------- | ----------- | ----------- | ------ | ------ |
| 1986-1987        | Ribera           | Prom.            | ?               | ?          | -               | -               | -               | -                  | -                  | -                  | -           | -           | -           | ?      | ?      |
| 1987-1988        | Ribera           | Prom.            | ?               | ?          | -               | -               | -               | -                  | -                  | -                  | -           | -           | -           | ?      | ?      |
| 1988-1989        | Ribera           | 1ª Cat.          | ?               | ?          | -               | -               | -               | -                  | -                  | -                  | -           | -           | -           | ?      | ?      |
| 1989-1990        | Agrigento        | Interreg.        | 29              | 0          | -               | -               | -               | -                  | -                  | -                  | -           | -           | -           | 29     | 0      |
| 1990-1991        | Agrigento        | Interreg.        | 30              | 0          | -               | -               | -               | -                  | -                  | -                  | -           | -           | -           | 30     | 0      |
| Totale Agrigento | Totale Agrigento | Totale Agrigento | 59              | -          |                 | -               | -               |                    | -                  | -                  |             | -           | -           | 59     | 0      |
| 1991-1992        | Leonzio          | C2               | 34              | 0          | -               | -               | -               | -                  | -                  | -                  | -           | -           | -           | 34     | 0      |
| 1992-1993        | Modena           | B                | 35              | 0          | CI              | 3               | 0               | -                  | -                  | -                  | -           | -           | -           | 38     | 0      |
| 1993-1994        | Udinese          | A                | 18              | 0          | CI              | 2               | 0               | -                  | -                  | -                  | -           | -           | -           | 20     | 0      |
| 1994-1995        | Verona           | B                | 15              | 1          | CI              | 0               | 0               | -                  | -                  | -                  | -           | -           | -           | 15     | 1      |
| 1995-1996        | Udinese          | A                | 2               | 0          | CI              | 0               | 0               | -                  | -                  | -                  | -           | -           | -           | 2      | 0      |
| Totale Udinese   | Totale Udinese   | Totale Udinese   | 20              | 0          |                 | 2               | 0               |                    | -                  | -                  |             | -           | -           | 22     | 0      |
| 1996-1997        | Reggina          | B                | 29              | 0          | CI              | 1               | 0               | -                  | -                  | -                  | -           | -           | -           | 30     | 0      |
| 1997-1998        | Cosenza          | C1               | 33              | 0          | CI              | 1               | 0               | -                  | -                  | -                  | -           | -           | -           | 34     | 0      |
| 1998-1999        | Cosenza          | B                | 34              | 2          | CI              | 3               | 0               | -                  | -                  | -                  | -           | -           | -           | 37     | 2      |
| Totale Cosenza   | Totale Cosenza   | Totale Cosenza   | 67              | 2          |                 | 4               | 0               |                    | -                  | -                  |             | -           | -           | 71     | 2      |
| 1999-2000        | Palermo          | C1               | 32              | 2          | CI+CI-C         | 4+1             | 1+0             | -                  | -                  | -                  | -           | -           | -           | 37     | 3      |
| 2000-2001        | Palermo          | C1               | 31              | 1          | CI-C            | 5               | 0               | -                  | -                  | -                  | SI-C        | 2           | 0           | 38     | 1      |
| 2001-2002        | Palermo          | B                | 30              | 1          | CI              | 2               | 0               | -                  | -                  | -                  | -           | -           | -           | 32     | 1      |
| Totale Palermo   | Totale Palermo   | Totale Palermo   | 93              | 4          |                 | 12              | 1               |                    | -                  | -                  |             | -           | -           | 107    | 5      |
| 2002-2003        | Ascoli           | B                | 16              | 0          | CI              | 2               | 0               | -                  | -                  | -                  | -           | -           | -           | 18     | 0      |
| 2003-2004        | Pistoiese        | C1               | 27              | 0          | -               | -               | -               | -                  | -                  | -                  | -           | -           | -           | 27     | 0      |
| 2004-2005        | Gela             | C2               | 32+4 ai playoff | 2          | -               | -               | -               | -                  | -                  | -                  | -           | -           | -           | 36     | 2      |
| 2005-gen. 2006   | Pisa             | C1               | 5               | 0          | CI              | 2               | 0               | -                  | -                  | -                  | -           | -           | -           | 7      | 0      |
| gen.-giu. 2006   | Modica           | C2               | 16              | 0          | -               | -               | -               | -                  | -                  | -                  | -           | -           | -           | 16     | 0      |
| 2006-2007        | Trapani          | Ecc.             | 27+1 ai playout | 0          | CI Ecc.         | 2               | 0               | -                  | -                  | -                  | -           | -           | -           | 30     | 0      |
| 2007-2008        | Trapani          | Ecc.             | 27+5 ai playoff | 0          | CI Ecc.         | 2               | 0               | -                  | -                  | -                  | -           | -           | -           | 34     | 0      |
| ago.-dic. 2008   | Enna             | Ecc.             | ?               | ?          | -               | -               | -               | -                  | -                  | -                  | -           | -           | -           | ?      | ?      |
| dic. 2008-2009   | Ribera           | Ecc.             | ?               | ?          | -               | -               | -               | -                  | -                  | -                  | -           | -           | -           | ?      | ?      |
| 2009-2010        | Ribera           | Prom.            | ?               | ?          | -               | -               | -               | -                  | -                  | -                  | -           | -           | -           | ?      | ?      |
| 2010-2011        | Ribera           | Ecc.             | ?               | ?          | -               | -               | -               | -                  | -                  | -                  | -           | -           | -           | ?      | ?      |
| 2011-2012        | Akragas          | Ecc.             | ?               | ?          | -               | -               | -               | -                  | -                  | -                  | -           | -           | -           | ?      | ?      |
| Totale carriera  | Totale carriera  | Totale carriera  | 512+            | 9+         |                 | 30+             | 1+              |                    | -                  | -                  |             | 2           | 0           | 544+   | 11+    |

## Palmarès

### Club

#### Competizioni nazionali
- Campionato italiano Serie C1: 2

Cosenza: 1997-1998
Palermo: 2000-2001